# Марјинка
Марјинка (укр. Мар’їнка; рус. Марьинка) је градић у Украјини, у Доњецкој области. Према процени из 2021. у граду је живело 9.256 становника. Град је био на линији фронта током руске инвазије Украјине више од годину дана. Свака зграда у граду је уништена или веома оштећена, а центар града је разорен до краја 2023. године.

## Положај
Налази се у близини железничке станице Красногоровка, на реци Осиковаја, притоци Волчје (слив Дњепра). Смештена је у јужном Донбасу 25 км југозападно од центра Доњецке области на магистралном путу Н15. Близу града се налази село Победа.

## Историја
Марјинка је основана 1844. године, а 1938. године добила је статус насеља урбаног типа. Током Другог светског рата Марјинка је окупирана од стране Вермахта 19. октобра 1941. године а ослобођена од стране Црвене армије 9. септембра 1943. године. Марјинка има статус града од 1977. године.
Током рата у Донбасу, од 2014. године, водиле су се жестоке борбе између владиних војника и проруских побуњеника из самопроглашене Доњецке Народне Републике. Под контролом је украјинских снага од јуна 2015. након операције украјинских трупа под командом пуковника Михајла Сабродског. Борбе за Марјинку су обновљене током 2022. године. Први сукоби између народне милиције ДНР и батаљона 54. бригаде Оружаних снага Украјине догодили су се 17. марта. Дана 19. марта одреди ДНР су ушли у Марјинку. Министарство одбране Руске Федерације објавило је 22. марта да су руске снаге успешно заузеле Марјинку. Међутим, дана 19. априла украјинске снаге враћају контролу над Марјинком. Након тога, следе жестоке, вишемесечне борбе за сваку улицу у насељу. Руска војска успева коначно да заузме комплетно насеље 25. децембра 2023.

## Становништво
Према процени, у Марјинки је 2021. живело 9.256 становника.
| 1970. | 1979.  | 1989.  | 2001.  | 2014. | 2021. |
| ----- | ------ | ------ | ------ | ----- | ----- |
| 9.347 | 10.135 | 10.944 | 10.722 | 9.775 | 9.256 |

## Галерија
- Централни део Марјинке
- Споменик из Другог светског рата
- Управна зграда
- Меморијал авганистанског рата у градском парку